# Dalviks Kvarn
Dalviks Kvarn AB är ett svenskt familjeföretag i fjärde generationen, som bedriver kvarnrörelse, djurfoder- och spannmålshandel, handel och butiksförsäljning av jordbruksförnödenheter samt handel med eldningsolja och fordonsbränsle.
Dalviks Kvarn AB har huvudkontor i Dalvik, mellan Rankhyttan och Torsång; nära Borlänge och har detaljhandelsbutiker i Falun, Borlänge, Djurås och Löa.
Dalviks Kvarn bedriver sedan 2003 försäljning av fordonsbränsle under bifirman och varumärket Dalvik Oil. Detta började med övertagandet av en nedlagd bensinstation i Torsång och sker idag (2017) på ett trettiotal platser i mellersta Sverige.